# Sergio León
Sergio León (Palma del Río, 1989. január 6. –) spanyol labdarúgó, a Valladolid csatárja.

## Pályafutása
León a spanyolországi Palma del Ríoban született. Az ifjúsági pályafutását a Real Betis akadémiájánál kezdte.
2008-ban mutatkozott be a Real Betis C, majd 2009-ben a B keretében. 2011 és 2016 között a másodosztályú Reus, Elche, Murcia és Badalona Futur csapatát erősítette. 2016-ban az első osztályú Osasuna szerződtette. 2017-ben visszatért a Real Betishez. 2019-ben a Levantéhez igazolt. 2021. augusztus 31-én hároméves szerződést kötött a másodosztályú Valladolid együttesével. Először a 2021. szeptember 12-ei, Tenerife ellen 2–0-ra elvesztett mérkőzés félidejében, Kiko cseréjeként lépett pályára. Első gólját 2021. október 17-én, a Leganés ellen idegenben 2–0-ra megnyert találkozón szerezte meg. A 2021–22-es szezonban feljutottak a La Ligába.

## Statisztikák
2023. május 4. szerint
| Klub                        | Szezon   | Osztály          | Bajnokság | Bajnokság | Kupa és Ligakupa | Kupa és Ligakupa | Nemzetközi | Nemzetközi | Összesen | Összesen |
| Klub                        | Szezon   | Osztály          | Meccs     | Gól       | Meccs            | Gól              | Meccs      | Gól        | Meccs    | Gól      |
| --------------------------- | -------- | ---------------- | --------- | --------- | ---------------- | ---------------- | ---------- | ---------- | -------- | -------- |
| Murcia (kölcsönben)         | 2013–14  | Segunda División | 2         | 0         | 0                | 0                | —          | —          | 2        | 0        |
| Badalona Futur (kölcsönben) | 2014–15  | Segunda División | 35        | 9         | 0                | 0                | —          | —          | 35       | 9        |
| Elche                       | 2015–16  | Segunda División | 41        | 22        | 0                | 0                | —          | —          | 41       | 22       |
| Osasuna                     | 2016–17  | La Liga          | 33        | 10        | 3                | 0                | —          | —          | 36       | 10       |
| Real Betis                  | 2017–18  | La Liga          | 31        | 11        | 2                | 2                | —          | —          | 33       | 13       |
| Real Betis                  | 2018–19  | La Liga          | 16        | 0         | 5                | 3                | 6          | 0          | 27       | 3        |
| Real Betis                  | Összesen | Összesen         | 47        | 11        | 7                | 5                | 6          | 0          | 60       | 16       |
| Levante                     | 2019–20  | La Liga          | 22        | 1         | 3                | 2                | —          | —          | 25       | 3        |
| Levante                     | 2020–21  | La Liga          | 28        | 2         | 6                | 5                | —          | —          | 34       | 7        |
| Levante                     | Összesen | Összesen         | 50        | 3         | 9                | 7                | 0          | 0          | 59       | 10       |
| Valladolid                  | 2021–22  | Segunda División | 32        | 7         | 1                | 0                | —          | —          | 33       | 7        |
| Valladolid                  | 2022–23  | La Liga          | 26        | 6         | 2                | 2                | —          | —          | 28       | 8        |
| Valladolid                  | Összesen | Összesen         | 58        | 13        | 3                | 2                | 0          | 0          | 61       | 15       |
| Összesen                    | Összesen | Összesen         | 266       | 68        | 23               | 15               | 6          | 0          | 295      | 83       |

## Sikerei, díjai
Valladolid
- Segunda División
  - Feljutó (1): 2021–22

Egyéni
- A spanyol kupa gólkirálya: 2020–21 (5 góllal)